# Ursus americanus emmonsii
El oso negro glaciar (Ursus americanus emmonsii) es una subespecie de  mamíferos carnívoros  de la familia Ursidae.

## Características únicas
La característica principal que distingue al oso glaciar de otros osos negros es su pelaje (coloración del pelo), que varía de azul plateado a gris. La subespecie fue reportada por William Healey Dall en 1895.  Esta variación se puede ver en osos individuales que a menudo son más claros en sus espaldas y hombros, con sus patas y vientre mucho más oscuros o incluso negros.

## Hábitat y área de distribución
Se ha informado que los rangos de hábitat del oso glaciar son las áreas costeras de Alaska  entre Cross Sound y Cape St. Elias y desde Prince William Sound hasta Glacier Bay en el sureste de Alaska, con algunos avistamientos tan al este como Juneau, Alaska y el río Taku que fluye entreColumbia Británica. y Alaska. Esta región incluye el Parque Nacional Glacier Bay y partes del Bosque Nacional Tongass, una reserva de selva tropical templada. También se han reportado osos glaciares en el extremo noroeste de Columbia Británica y en el extremo suroeste del Yukón. Pocos estudios documentan el rango de la subespecie en asociación con otros osos negros.
Los osos glaciares comparten la mayoría de las características de los osos negros, como sus preferencias de hábitat, fuentes de alimentos, tamaño y ciclos reproductivos. Prefieren bosques con sotobosque espeso y paisajes con abundante vegetación, pero se pueden encontrar en áreas urbanas pobladas. El hábitat del oso glaciar depende de la disponibilidad de fuentes de alimento, y se mueven entre bosques, prados, arroyos y montañas en busca de alimento y refugio. Los osos negros en general son trepadores muy capaces y pueden usar los árboles como un lugar de protección y refugio. Los osos glaciares se mudan a sus madrigueras a principios del invierno, que pueden ser un árbol volcado, una repisa de roca o una cueva.

## Dieta
Los osos glaciares, como todos los demás osos negros, son omnívoros, con sus dietas que varían según la fuente de alimento disponible durante la temporada y la ubicación. Su dieta incluye brotes jóvenes y raíces a principios de primavera. Durante el verano en Alaska, el oso glaciar come el abundante salmón del Pacífico que desova en los arroyos. En algunas áreas, los alces y los ciervos son una fuente de alimento para los osos negros. Durante el otoño, los osos comen las raíces almidonadas de los conos de tierra y la variedad de bayas que se encuentran en Alaska, como arándanos, salmonberry, frambuesas y arándanos. 

## Reproducción
Los hábitos de reproducción son muy parecidos a cualquier otro oso negro. La hembra de oso glaciar normalmente tiene su primera camada entre los 3 y 5 años de edad. Este período de reproducción tiene lugar de junio a julio. La gestación dura 235 días y los cachorros nacen de enero a principios de febrero.  Debido al creciente rango de todas las subespecies de osos negros desde el último máximo glaciar, se está produciendo el mestizaje. Por lo tanto, es posible ver a un oso de color negro dar a luz a un oso con el pelaje de los osos glaciares y viceversa.

## Investigación
Se sabe muy poco sobre esta rara variación de color, por lo que algunas amenazas potenciales podrían convertirse en un problema para el oso glaciar. Algunas de estas amenazas son la sobreexplotación y la inundación de genes. Actualmente, no se realizan proyecciones poblacionales debido a la falta de comprensión genética. Con las capacidades de mestizaje de otros osos negros con pelaje diferente, determinar la futura variación de color distintivo y la densidad de población puede volverse aún más complicado. Además, existe la especulación de que el oso glaciar tuvo sus orígenes en híbridos entre osos negros y pardos. 